# Фант (Белуно)
Фант (итал. Fant) је насеље у Италији у округу Белуно, региону Венето.
Према процени из 2011. у насељу је живело 126 становника. Насеље се налази на надморској висини од 360 м.